# 比恩贝尼达
比恩贝尼达是西班牙埃斯特雷马杜拉巴达霍斯省的一个市镇。总面积92平方公里，总人口2342人（2001年），人口密度25人/平方公里。